# Korzeniec (dopływ Pszczynki)

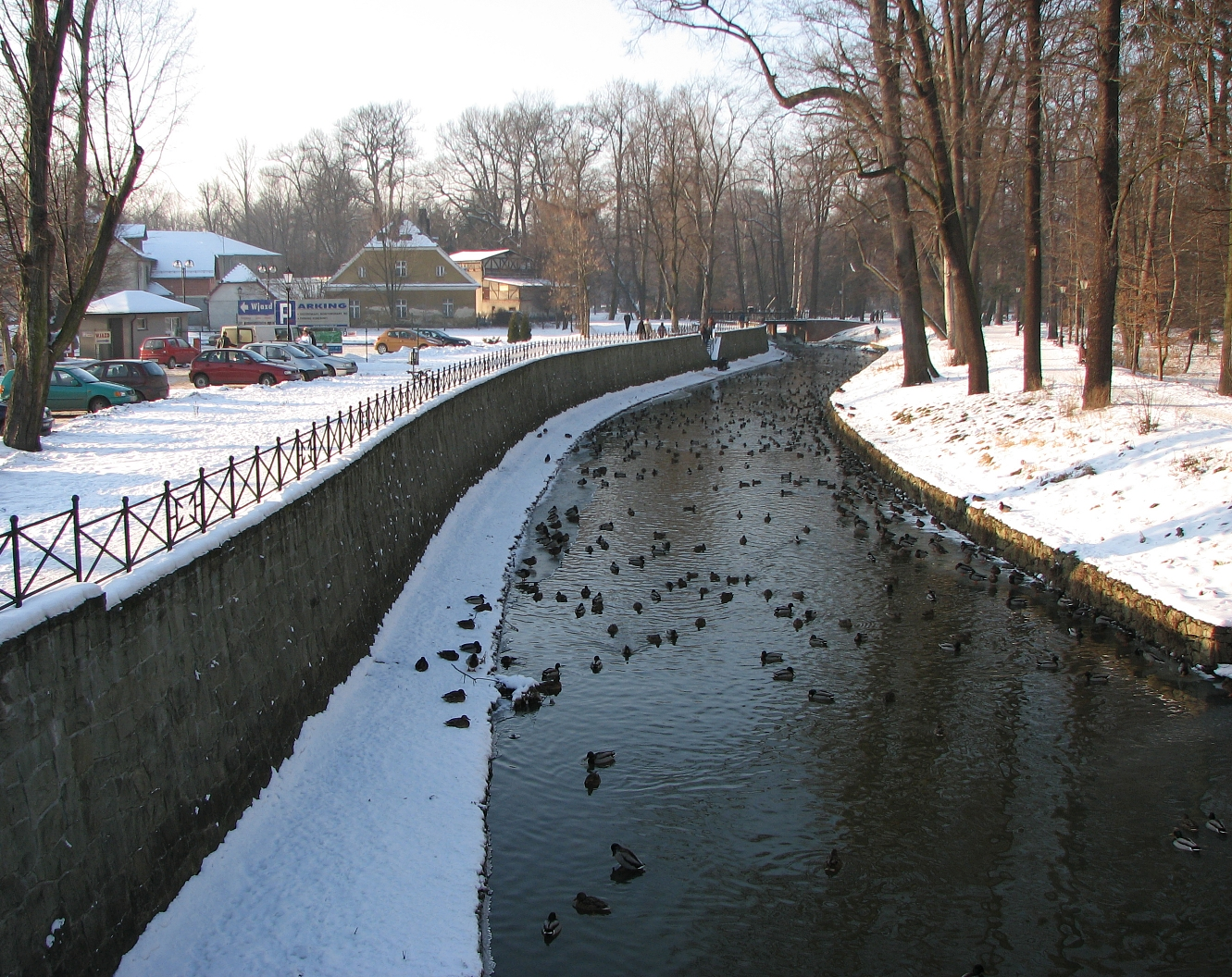
Pszczynka. Tam uchodzi Korzeniec

Korzeniec – rzeka w Województwie Śląskim o długości 27,84 km. Wpływa do Pszczynki w okolicy Międzyrzecza. Płynie przez takie miejscowości jak: Szuszec, Zgoń oraz Kobiór.